# Wahlkreis Charlottenburg-Wilmersdorf 5
Der Wahlkreis Charlottenburg-Wilmersdorf 5 ist ein Abgeordnetenhauswahlkreis in Berlin. Er gehört zum Wahlkreisverband Charlottenburg-Wilmersdorf und umfasst die Ortsteile Halensee und Grunewald, den Westteil des Ortsteils Schmargendorf sowie den Westteil des Ortsteils Wilmersdorf.

## Abgeordnetenhauswahl 2023
Bei der Wahl zum Abgeordnetenhaus von Berlin 2023 traten folgende Kandidaten an:
| Name                              | Partei           | Anteil der Erststimmen | Anteil der Zweitstimmen |
| --------------------------------- | ---------------- | ---------------------- | ----------------------- |
| Sandra Khalatbari                 | CDU              | 42,3 %                 | 39,0 %                  |
| Claudia Buß                       | SPD              | 20,1 %                 | 18,3 %                  |
| Dagmar Kempf                      | Grüne            | 16,7 %                 | 16,0 %                  |
| Maximilian Rexrodt                | FDP              | 07,9 %                 | 09,9 %                  |
| Andreas Heinzgen                  | AfD              | 05,1 %                 | 05,4 %                  |
| Andreas Scheibner                 | Die Linke        | 04,2 %                 | 05,2 %                  |
| Sylvia Freund                     | Tierschutzpartei | 02,0 %                 | 01,6 %                  |
| Lennart Schwertfeger              | Die PARTEI       | 01,2 %                 | 00,9 %                  |
| Friederike Masz                   | dieBasis         | 00,5 %                 | 00,4 %                  |
| Axel Scherka                      | LKR              | 00,1 %                 | 00,0 %                  |
| –                                 | Freie Wähler     | 0–                     | 00,1 %                  |
| –                                 | Sonstige         | –                      | 03,2 %                  |
| Wahlberechtigte: 30.094 Einwohner |                  |                        |                         |
| Wahlbeteiligung: 66,3 %           |                  |                        |                         |

## Abgeordnetenhauswahl 2021
Bei der im Nachhinein für ungültig erklärten Wahl zum Abgeordnetenhaus von Berlin 2021 traten folgende Kandidaten an:
| Name                              | Partei           | Anteil der Erststimmen | Anteil der Zweitstimmen |
| --------------------------------- | ---------------- | ---------------------- | ----------------------- |
| Sandra Khalatbari                 | CDU              | 30,0 %                 | 27,8 %                  |
| Claudia Buß                       | SPD              | 22,5 %                 | 21,2 %                  |
| Dagmar Kempf                      | Grüne            | 18,1 %                 | 17,6 %                  |
| Maximilian Rexrodt                | FDP              | 13,3 %                 | 14,0 %                  |
| Anna Voswinckel                   | Die Linke        | 05,2 %                 | 06,4 %                  |
| Andreas Heinzgen                  | AfD              | 04,5 %                 | 05,0 %                  |
| Sylvia Freund                     | Tierschutzpartei | 02,2 %                 | 01,4 %                  |
| Marcel Luthe                      | Freie Wähler     | 01,4 %                 | 00,8 %                  |
| Lennart Schwertfeger              | Die PARTEI       | 01,3 %                 | 01,0 %                  |
| Friederike Masz                   | dieBasis         | 01,3 %                 | 01,1 %                  |
| Silvio Wranik                     | LKR              | 00,1 %                 | 00,1 %                  |
| –                                 | Volt             | –                      | 01,1 %                  |
| –                                 | Sonstige         | –                      | 02,5 %                  |
| Wahlberechtigte: 30.247 Einwohner |                  |                        |                         |
| Wahlbeteiligung: 78,1 %           |                  |                        |                         |

## Abgeordnetenhauswahl 2016
Bei der Wahl zum Abgeordnetenhaus von Berlin 2016 traten folgende Kandidaten an:
| Name                              | Partei           | Anteil der Erststimmen | Anteil der Zweitstimmen |
| --------------------------------- | ---------------- | ---------------------- | ----------------------- |
| Claudio Jupe                      | CDU              | 28,6 %                 | 24,8 %                  |
| Carolina Böhm                     | SPD              | 24,7 %                 | 20,3 %                  |
| Oliver Münchhoff                  | Grüne            | 14,2 %                 | 14,7 %                  |
| Marcel Luthe                      | FDP              | 13,9 %                 | 16,8 %                  |
| Markus Bolsch                     | AfD              | 10,7 %                 | 10,9 %                  |
| Michael Efler                     | Die Linke        | 06,6 %                 | 07,1 %                  |
| Gerlinde Behrendt                 | Piraten          | 01,4 %                 | 00,9 %                  |
| –                                 | Tierschutzpartei | 0–                     | 01,4 %                  |
| –                                 | Sonstige         | 0–                     | 03,1 %                  |
| Wahlberechtigte: 30.325 Einwohner |                  |                        |                         |
| Wahlbeteiligung: 70,4 %           |                  |                        |                         |

## Abgeordnetenhauswahl 2011
Bei der Wahl zum Abgeordnetenhaus von Berlin 2011 traten folgende Kandidaten an:
| Name                              | Partei           | Anteil der Erststimmen | Anteil der Zweitstimmen |
| --------------------------------- | ---------------- | ---------------------- | ----------------------- |
| Claudio Jupe                      | CDU              | 37,8 %                 | 36,6 %                  |
| Klaus Wowereit                    | SPD              | 36,8 %                 | 28,1 %                  |
| Joachim Esser                     | Grüne            | 16,2 %                 | 17,9 %                  |
| Christoph Meyer                   | FDP              | 03,3 %                 | 04,3 %                  |
| Wolfgang Tillinger                | Die Linke        | 02,3 %                 | 02,8 %                  |
| Marc Sternberg                    | Pro Deutschland  | 02,0 %                 | 00,8 %                  |
| Helena Barbas                     | Die PARTEI       | 01,6 %                 | 00,5 %                  |
| –                                 | Piraten          | –                      | 06,0 %                  |
| –                                 | Tierschutzpartei | –                      | 01,1 %                  |
| –                                 | Sonstige         | –                      | 01,9 %                  |
| Wahlberechtigte: 30.458 Einwohner |                  |                        |                         |
| Wahlbeteiligung: 65,6 %           |                  |                        |                         |

## Abgeordnetenhauswahl 2006
Bei der Wahl zum Abgeordnetenhaus von Berlin 2006 traten folgende Kandidaten an:
| Name                              | Partei    | Anteil der Erststimmen |
| --------------------------------- | --------- | ---------------------- |
| Klaus Wowereit                    | SPD       | 40,5 %                 |
| Peter Schwenkow                   | CDU       | 38,7 %                 |
| Christoph Meyer                   | FDP       | 09,5 %                 |
| Joachim Esser                     | Grüne     | 08,5 %                 |
| Rolf Schaffernicht                | Die Linke | 02,2 %                 |
| Eckehart Ehrenberg                | DL        | 00,6 %                 |
| Wahlberechtigte: 30.814 Einwohner |           |                        |
| Wahlbeteiligung: 66,6 %           |           |                        |

## Abgeordnetenhauswahl 2001
Bei der Wahl zum Abgeordnetenhaus von Berlin 2001 traten folgende Kandidaten an:
| Name                              | Partei | Anteil der Erststimmen |
| --------------------------------- | ------ | ---------------------- |
| Peter Kurth                       | CDU    | 36,9 %                 |
| Dirk Wintergrün                   | SPD    | 34,7 %                 |
| Christoph Meyer                   | FDP    | 14,7 %                 |
| Angela Schultz                    | Grüne  | 10,3 %                 |
| Ernst Röver                       | PDS    | 03,4 %                 |
| Wahlberechtigte: 34.386 Einwohner |        |                        |
| Wahlbeteiligung: 74,5 %           |        |                        |

## Abgeordnetenhauswahl 1999
Bei der Wahl zum Abgeordnetenhaus von Berlin 1999 traten folgende Kandidaten an:
| Name                              | Partei | Anteil der Erststimmen |
| --------------------------------- | ------ | ---------------------- |
| Ekkehard Wruck                    | CDU    | 52,7 %                 |
| Dirk Wintergrün                   | SPD    | 24,8 %                 |
| Bernd Köppl                       | Grüne  | 13,6 %                 |
| Christoph Meyer                   | FDP    | 04,8 %                 |
| Kerstin Brückner                  | PDS    | 02,9 %                 |
| Georg Stadnik                     | WBK    | 01,3 %                 |
| Wahlberechtigte: 35.035 Einwohner |        |                        |
| Wahlbeteiligung: 72,0 %           |        |                        |

## Abgeordnetenhauswahl 1995
Der Bezirk Wilmersdorf war zur Abgeordnetenhauswahl 1995 in vier Wahlkreise geteilt (ab 1999: drei Wahlkreise). Ein direkter Vergleich ist daher nicht möglich.

## Bisherige Abgeordnete
Direkt gewählte Abgeordnete des Wahlkreises Charlottenburg-Wilmersdorf 5 (bis 1999 Wilmersdorf 1):
| Jahr | Name              | Partei | Anteil der Erststimmen |
| ---- | ----------------- | ------ | ---------------------- |
| 2023 | Sandra Khalatbari | CDU    | 42,3 %                 |
| 2021 | Sandra Khalatbari | CDU    | 29,6 %                 |
| 2016 | Claudio Jupe      | CDU    | 28,6 %                 |
| 2011 | Claudio Jupe      | CDU    | 37,8 %                 |
| 2006 | Klaus Wowereit    | SPD    | 40,5 %                 |
| 2001 | Peter Kurth       | CDU    | 36,9 %                 |
| 1999 | Ekkehard Wruck    | CDU    | 52,7 %                 |